# キム・ギャラガー
キム・アン・ギャラガー (Kim Ann Gallagher、1964年6月11日 - 2002年11月18日)は、アメリカ合衆国ペンシルベニア州フィラデルフィア出身の陸上競技選手。
女子800mの選手として1984年ロサンゼルスオリンピックとソウルオリンピックに連続出場。ロサンゼルス大会では銀メダル、ソウル大会では銅メダルと2大会連続のメダルを獲得した。

## 主な実績
| 年   | 大会         | 場所                           | 種目 | 結果 | 記録    |
| ---- | ------------ | ------------------------------ | ---- | ---- | ------- |
| 1984 | オリンピック | ロサンゼルス（アメリカ合衆国） | 800m | 銀   | 1:58.63 |
| 1988 | オリンピック | ソウル（韓国）                 | 800m | 銅   | 1:56.91 |